# Германик
Герма́ник Ю́лий Це́зарь Клавдиа́н (лат. Germanicus Iulius Caesar Claudianus), при рождении Тибе́рий Кла́вдий Неро́н Герма́ник (лат. Tiberius Claudius Nero Germanicus), также упоминается как Неро́н Кла́вдий Друз Герма́ник (лат. Nero Claudius Drusus Germanicus), наиболее часто упоминается как Германик (24 мая 15 до н. э. — 10 октября 19) — римский военачальник и государственный деятель, консул 12 и 18 годов, прославившийся своими масштабными германскими кампаниями. Почётный когномен Germanicus — «Германский» он, как и его брат, унаследовал от отца в 9 году до н. э., дед императора Нерона.

## Имя
Преномен Германика неизвестен, но он, вероятно, был назван Нерон Клавдий Друз в честь своего отца, обычно называемого «Друз», или, возможно, Тиберий Клавдий Нерон в честь своего дяди. Он принял агномена Германика, посмертно пожалованного его отцу в честь его побед в Германии, после чего он номинально стал главой семьи в 9 году до н. э. В 4 году нашей эры он был усыновлен как сын и наследник Тиберия. В результате Германик породнился с родом Юлиев. В соответствии с римскими традициями именования он принял имя «Юлий Цезарь», сохранив при этом свой агномен, став Германиком Юлием Цезарем. После принятия Германика в Юлии, его брат Клавдий стал единственным законным представителем своего отца и унаследовал агномен «Германик» в качестве нового главы семьи.

## Семья и ранние годы
Германик родился в Риме 24 мая 15 г. до н. э. в семье Нерона Клавдия Друза и Антонии Младшей и был старшим сыном. Ливилла, участница заговора Сеяна, и Клавдий, император Рима, приходились Германику младшим братом и сестрой. Его бабушкой по отцовской линии была Ливия, которая развелась с его дедом Тиберием Клавдием Нероном примерно за 24 года до рождения Германика и была замужем за императором Октавианом Августом. Дедушкой и бабушкой Германика по материнской линии были триумвир Марк Антоний и сестра Августа — Октавия Младшая. Германик был ключевой фигурой в династии Юлиев-Клавдиев, первой императорской династии ранней Римской Империи. Помимо того, что он был внучатым племянником Августа, он был племянником второго императора Тиберия, его сын Гай станет третьим императором, Калигулой, которого сменит брат Германика — Клавдий, а его внук станет пятым императором, Нероном.

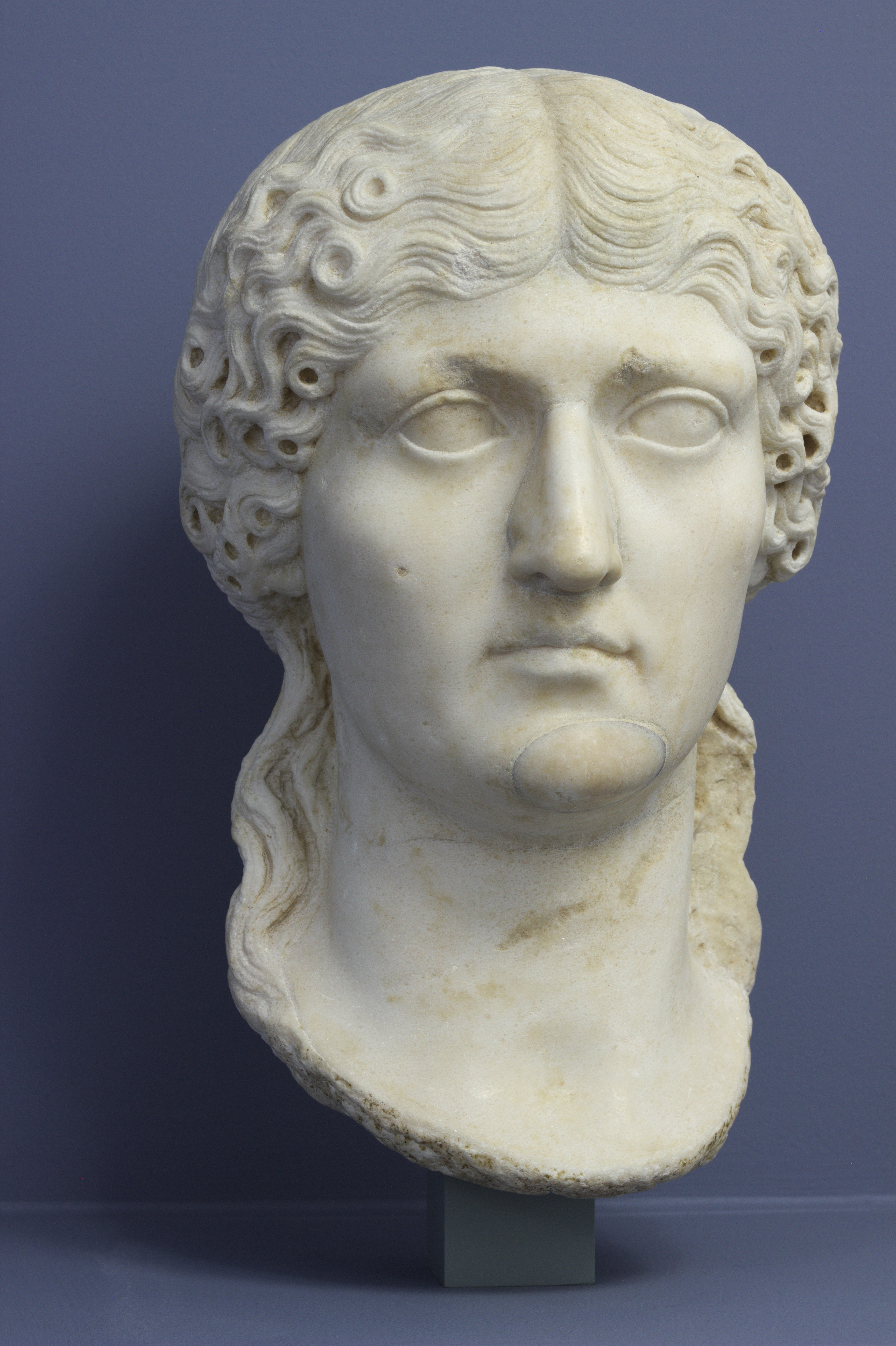
Агриппина Старшая — жена Германика

Когда избранный Августом преемник, Гай Цезарь, умер в 4 году н. э., он недолго рассматривал Германика как своего наследника. Ливия убедила его выбрать Тиберия, своего пасынка от первого брака Ливии с Тиберием Клавдием Нероном. В рамках соглашения о престолонаследии Август усыновил Тиберия 26 июня 4 года н. э., но сначала потребовал, чтобы он усыновил Германика, тем самым поставив его следующим в линии престолонаследия после Тиберия, что в результате сделало его официальным членом рода Юлиев. Германик женился на внучке Августа, Агриппине Старшей, вероятно, в следующем году, чтобы ещё больше укрепить свои связи с императорской семьёй. У супругов было девять детей: Нерон Юлий Цезарь; Друз Цезарь; Тиберий Юлий Цезарь (не путать с императором Тиберием); ребёнок с неизвестным именем (обычно именуемый Игнотом); Гай старший; Гай младший (будущий император «Калигула»), Агриппина Младшая (будущая императрица), Юлия Друзилла и Юлия Ливилла. Только шестеро из его детей достигли совершеннолетия; Тиберий и Игнот умерли в младенчестве, а Гай старший — в раннем детстве

## Биография

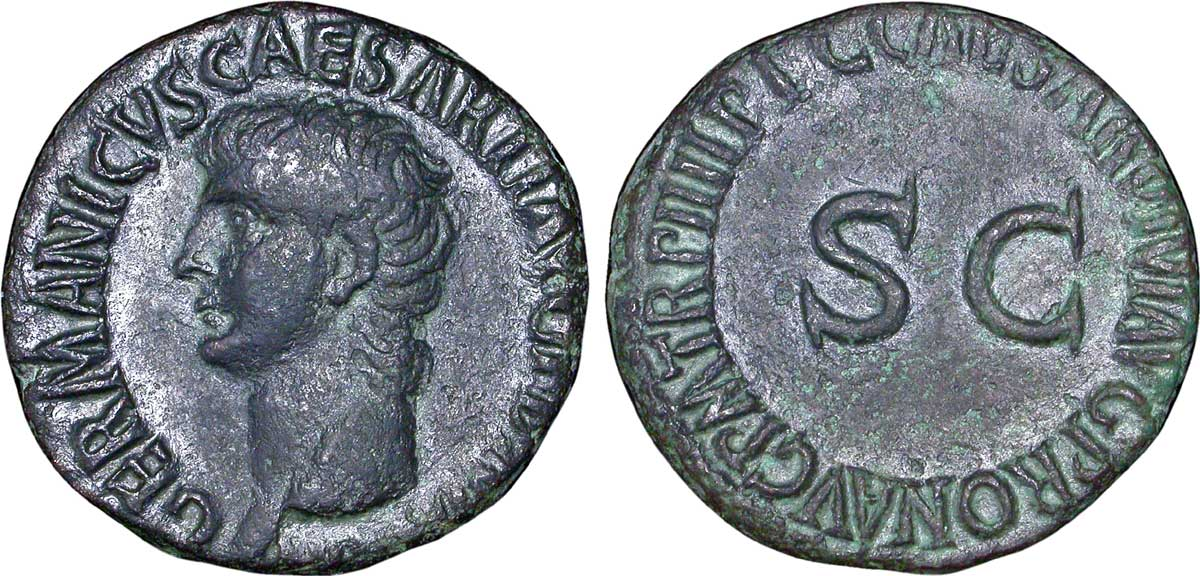
Германик

В 6 году, совместно со своим приёмным отцом, Германик устроил великолепные игры в память о своём отце Друзе. По всей видимости, в это время он вошёл в коллегию авгуров и получил право занимать государственные должности на 5 лет раньше положенного законом срока.
В 7 году Германик был назначен квестором. Тогда Август направил его в Далмацию на помощь Тиберию, который был занят подавлением вспыхнувшего там восстания во главе войска, составленного целиком из вольноотпущенников. Там Германик одержал свою первую победу над далматийским племенем мазеев. В 9 году, когда основные очаги мятежа были подавлены, Тиберий отправился в Рим, а Германик приступил к осаде оставшихся независимых крепостей. Он занял Сплонум, но понёс крупные потери при осаде Ретиния. Затем Германик захватил Серетий и ещё некоторые опорные пункты. Но волнения в Далмации всё равно не прекращались, и Август был вынужден снова направить туда Тиберия. Объединённые армии Тиберия и Германика одержали решающую победу над восставшими и после долгого преследования и осады Адетрия взяли в плен вождя восставших Батона. Затем Германик вновь получил самостоятельное командование и занял Ардубу с прилегающей областью. По возвращении в Рим Германику были предоставлены триумфальные знаки отличия и звание претора. Находясь в Риме, Германик приобрёл большую популярность благодаря своим выступлениям в судах в качестве защитника.
В 11 году в должности проконсула Германик совместно с Тиберием предпринял кампанию на Германию, опустошив ряд областей, однако не вступил в столкновение ни с одним племенем потому, что опасался удаляться далеко от Рейна. В конце осени он вернулся за Рейн. В 12 году Германик первый раз назначается консулом и поэтому находился в Риме. Он продолжал выступать в судах в качестве защитника.
Сразу после консульства Германик вновь возвращается на Рейн, где сменил Тиберия и занял должность наместника Галлии и Германии. Его главной задачей было восстановление римского владычества по ту сторону Рейна после разгрома Публия Квинтилия Вара в Тевтобургском Лесу осенью 9 года. Летом 14 года он занимался сбором налогов в Галлии. Получив известие о смерти императора Августа, Германик сразу же привёл к присяге на верность Тиберию племена белгов и секванов. Но однако германские легионы взбунтовались, требуя увольнения отслуживших свой срок солдат, выплаты вознаграждения и улучшения условий службы. Также одновременно они рассчитывали на то, что Германик сам станет претендовать на должность императора в противовес Тиберию. Прибыв в расположение нижнерейнских легионов, Германик выслушал претензии солдат. Но не видя возможности подавить мятеж силой, он был вынужден сфабриковать поддельное письмо Тиберия с приказом об удовлетворении всех требований солдат. После этого беспорядки в легионах прекратились.
Затем Германик направился в Верхнюю Германию и привел к присяге новому императору размещенные там войска. Однако вскоре после его возвращения в Нижнюю Германию мятеж I и XX легионов возобновился в связи с прибытием сенатской делегации, от которой солдаты ожидали отмены прежних распоряжений. Жизнь посланников, самого Германика и его близких находилась в серьёзной опасности, поэтому полководец был вынужден отослать из лагеря свою беременную жену Агриппину и сына Гая. Эта мера заставила солдат одуматься. Тогда они прекратили мятеж и самостоятельно наказали зачинщиков. Прибывшая сенатская делегация сообщила о том, что сенат, по просьбе Тиберия, предоставил Германику пожизненный проконсульский империй. Затем Германик в сопровождении большого войска направился в Старые лагеря, где были расквартированы все ещё мятежные V и XXI легионы. Но ещё до его прибытия и в соответствии с его письмом легат Цецина организовал массовое избиение зачинщиков мятежа, вследствие чего войско покорилось. Покончив с мятежом, Германик переправился через Рейн, опустошил земли марсов и вернулся на зимние квартиры. Несмотря на то, что война ещё не закончилась, Германику был назначен триумф. Вероятно, в то же время он стал фламином Августа и вошёл в коллегию августалов. А несколько ранее был включён в коллегию арвальских братьев.
В начале весны 15 года Германик быстрым маршем двинулся на хаттов, одержал победу и сжёг их столицу Маттий, а также опустошил всю местность. Вскоре после этого к римлянам обратился глава проримски настроенной части херусков Сегест с просьбой о помощи в его борьбе с Арминием. Германик успешно освободил Сегеста из осады и захватил в плен жену Арминия. Тогда после этого он отвел назад своё войско. По предложению Тиберия ему был предоставлен титул императора. В ответ Арминий взбунтовал племена херусков, бруктеров и фризов. Германик вновь ввёл войска на германские земли и опустошил их, предав погребению останки трёх легионов Квинтилия Вара и вернув один из утраченных им римских орлов. На обратном пути войско подверглось серьёзным опасностям и понесло большие потери в столкновениях с германцами.

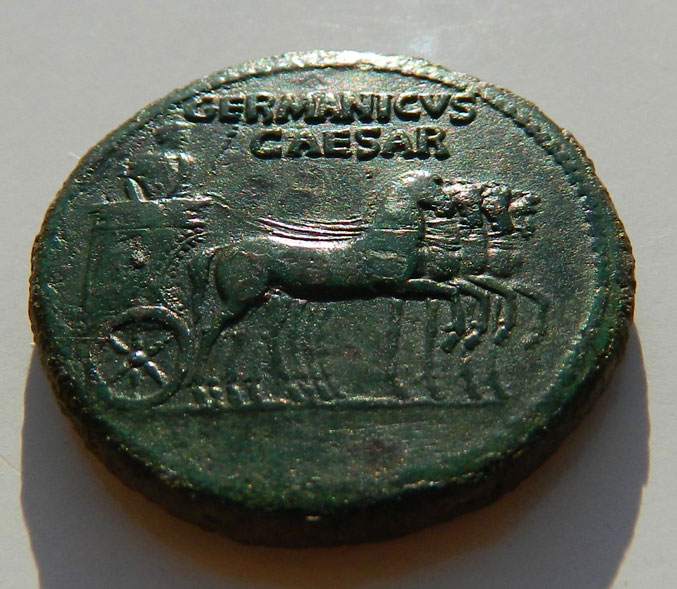
Сестерций времен Германика

Весной следующего года Германик нанес предварительные удары по германским землям на Майне и Липпе. Следом в устье Рейна он погрузил своё войско на корабли и водным путём по морю достиг Везера. Там Германик разгромил общегерманское ополчение в двух кровопролитных сражениях и поставил на месте битвы победный памятник. Однако, на обратном пути римское войско сильно пострадало от бури, и поэтому большая часть солдат погибла. В конце того же года Германик предпринял ещё два похода против хаттов и марсов. После этого Тиберий отозвал Германика в Рим, отказавшись продлить его наместничество ещё на один год для завершения войны. По возвращении Германик отпраздновал триумф и получил консульство на 18 год. По указу Тиберия сенат предоставил ему верховный империй во всех восточных провинциях. Находясь в Риме, Германик освятил храм Надежды и совместно со своим сводным братом Друзом Младшим добился назначения своего родственника Децима Гатерия Агриппы на должность претора вопреки требованиям закона.
В конце 17 года Германик отправляется на Восток, где вступил в должность консула уже в ахейском городе Никополе. Он посетил Афины, Эвбею, Лесбос, Перинф, Византий, Илион, Колофон. А на Родосе он встретился с наместником Сирии Гнеем Пизоном. Затем Германик отъезжает в Армению, где незадолго до того был свергнут царь Вонон. В Артаксате он провозгласил царем и короновал Зенона-Артаксия. За это сенат предоставил ему овацию. Германик превратил Каппадокию и Коммагену в римские провинции и назначил их наместниками Квинта Верания и Квинта Сервея соответственно. Примерно в это время Германик вступил в конфликт с Гнеем Пизоном, который не выполнил приказ о переводе части сирийских войск в Армению. Тогда он принял послов от парфянского царя Артабана и удовлетворил их просьбу об удалении бывшего армянского царя Вонона в Помпейополь. В 19 году Германик выезжает в Египет, невзирая на существовавший запрет для сенаторов посещать эту провинцию без разрешения на то принцепса. Этим поступком он навлёк на себя серьёзное недовольство Тиберия. Там Германик открыл государственные хлебные склады и снизил цены на хлеб. Совершал путешествие по Нилу до Элефантины и Сиены.

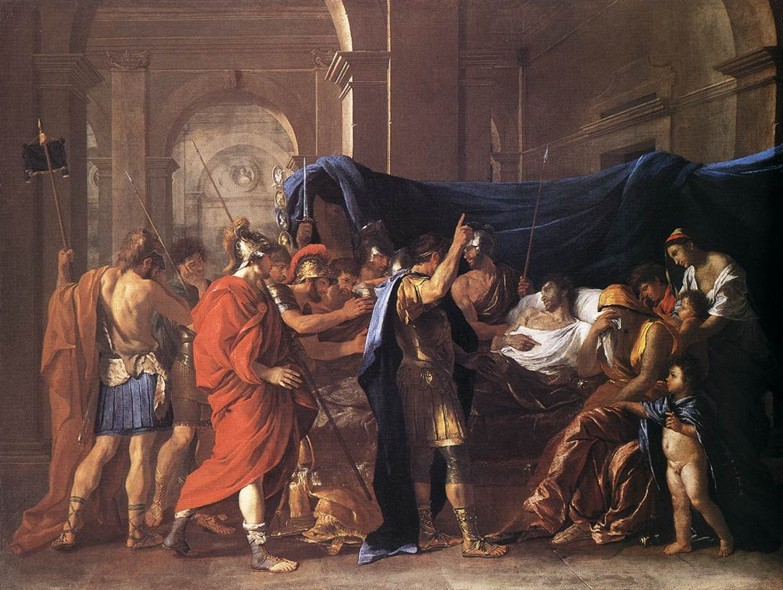
Николя Пуссен. Смерть Германика, 1627

Вернувшись из Египта в Антиохию, Германик узнал о том, что Гней Пизон отменил все его распоряжения в Сирии. Именно это привело к серьёзному конфликту между ними, в разгар которого Германик тяжело заболел и в октябре 19 года умер. В его отравлении впоследствии обвинили Пизона и его жену Планцину. Но в причастности к преступлению подозревались ещё Ливия Друзилла и Тиберий. Тело Германика было предано сожжению в Антиохии, а его прах в урне был доставлен в Рим и похоронен в мавзолее Августа. Германик пользовался огромной популярностью, и поэтому его смерть вызвала глубокую скорбь у римского народа. Тиберий и Ливия, однако же, воздержались от участия в его похоронах, так же, как и его мать Антония.

## Творчество
Германик был также оратором и поэтом и оставил поэтическую обработку дидактической поэмы Арата — «Claudii Caesaris Arati Phaenomena», которая комментировалась уже в древности.

## В художественной литературе
В романе «Я, Клавдий» Роберта Грейвза Германик показан как исключительно достойный и честный человек, которого погубила зависть Тиберия, яд и чёрная магия жены Пизона Планцины (и нанятой ей ведьмы Мартины), причём не последнюю роль в его смерти играет его собственный малолетний сын Калигула.

## Образ Германика в кино
Сериал «Варвары» от студии Netflix. В роли Германика Алессандро Фела.

## Тексты и переводы
- Латинский текст поэмы
- Издание Германика со схолиями (1867)
- Звездное небо по Арату Германика. / Пер. размером подлинника В. Фохта. СПб, 1911. 36 стр.
- Германик Цезарь. Небесные явления по Арату. / Пер. Т. Бахтюковой, Н. Боданской, М. Бройтмана, О. Вартазаряна, Е. Ивановой, О. Литвиновой, Н. Подземской, Д. Афиногенова, Г. Дашевского, А. Россиуса, А. Солопова под ред. Н. А. Фёдорова. // На рубежах познания Вселенной: Историко-астрономические исследования. Вып. 20. М., Наука (ГРФМЛ). 1988. 416 стр. С. 346—363.
- В серии «Collection Budé»: Germanicus. Les Phénomènes d’Aratos. Texte établi et traduit par A. Le Boeuffle. LV, 144 p.